# Streetly
Streetly är en ort i Storbritannien.   Den ligger i distriktet Walsall i grevskapet West Midlands i riksdelen England, i den södra delen av landet, 170 km nordväst om huvudstaden London. Streetly ligger 164 meter över havet och antalet invånare är 13 251.
Terrängen runt Streetly är huvudsakligen platt. Streetly ligger uppe på en höjd. Runt Streetly är det mycket tätbefolkat, med 3 623 invånare per kvadratkilometer. Närmaste större samhälle är Birmingham, 11,4 km söder om Streetly. Runt Streetly är det i huvudsak tätbebyggt.